# Saint-Jean-de-Cuculles
Saint-Jean-de-Cuculles település Franciaországban, Hérault megyében. Lakosainak száma 532 fő (2022. január 1.). Saint-Jean-de-Cuculles Cazevieille, Les Matelles, Saint-Mathieu-de-Tréviers, Le Triadou és Valflaunès községekkel határos.

## Népesség
A település népessége az elmúlt években az alábbi módon változott:
| Lakosok száma | 105  | 159  | 239  | 434  | 482  | 487  | 483  | 500  | 514  | 532  |
|               | 1968 | 1982 | 1990 | 2006 | 2013 | 2015 | 2017 | 2019 | 2020 | 2022 |